# Ichneumon infernalis
Ichneumon infernalis är en stekelart som beskrevs av Oswald Heer 1865. Ichneumon infernalis ingår i släktet Ichneumon och familjen brokparasitsteklar. Inga underarter finns listade i Catalogue of Life.